# Viagogo
Viagogo es una empresa de reventa de entradas por internet basada en Londres. Fue fundada en 2006 por Eric Baker, que también es el cofundador de StubHub, una página web similar para Estados Unidos. 
En noviembre de 2019,  Viagogo anunció la intención de adquirir StubHub.
La compañía ha sido acusada de falta de transparencia, de favorecer la inflación de precios, y en algunos casos, de haber vendido entradas falsificadas. Estas controversias han llevado a acciones judiciales en algunos de los países donde opera Viagogo y ha llevado a la Autoridad de Competencia y Mercados del Reino Unido a exigir cambios en el funcionamiento de Viagogo.
Muchas de las entradas vendidas a través de la web son duplicadas o con un código inexistente, lo que las hace inservibles. Muchas personas han sido estafadas con las entradas.